# Édouard Fritch
Pour les articles homonymes, voir Fritch (homonymie).
Édouard Fritch, né le 4 janvier 1952 à Papeete, est un homme politique français. Il est président de la Polynésie française de 2014 à 2023.
Membre pendant trente ans du Tahoeraa huiraatira, parti autonomiste polynésien d'inspiration gaulliste, il est représentant à l'Assemblée de la Polynésie française depuis 1986, député à l'Assemblée nationale de 1986 à 1988 puis de 2012 à 2014, ainsi que maire de Pirae de 2000 à 2008 et depuis 2014.
Il devient vice-président de la Polynésie française en 1996, sous Gaston Flosse, puis continue d'occuper cette fonction dans les nombreux gouvernements Flosse et Tong Sang, au cœur de l'instabilité politique qui frappe le territoire de 2004 à 2011. Il est aussi président de l'Assemblée de la Polynésie française à trois reprises entre 2007 et 2014.
En 2014, après la démission de Gaston Flosse, il est élu président de la Polynésie française. Exclu du Tahoeraa l’année suivante, il rassemble une nouvelle majorité à l'Assemblée et fonde en 2016 son propre parti autonomiste, le Tapura huiraatira. En 2018, il est reconduit à la présidence de la Polynésie pour un second mandat. Il rejoint le parti Renaissance, soutien d'Emmanuel Macron, en 2022.
Affaibli par la situation économique et sa gestion de la Covid-19, son parti perd les élections territoriales de 2023 au profit des indépendantistes, ce qui l'empêche finalement d'obtenir un troisième mandat de président de la Polynésie après plus de huit années consécutives d'exercice de cette fonction.

## Situation personnelle

### Origines et formation
Fils d'Edgar Fritch, inspecteur des Postes et Télécommunications, et de Tetuahirau Richmond, Winfred Édouard Tereori Fritch grandit à Tubuai jusqu'à l'âge de six ans, puis est confié à ses grands-parents pour qu'il poursuive ses études à Papeete. Après avoir été élève du lycée-collège La Mennais, il entre à l'École des ingénieurs de la ville de Paris (IVP 18), dont il sort diplômé pour intégrer la sous-direction de l'architecture de Paris en 1979.

### Carrière professionnelle
En 1980, il fait son retour à Tahiti pour s'occuper des travaux municipaux de la ville de Pirae, avant de diriger l'office territorial de l'habitat social en 1982 puis, jusqu'en 1984, l’Agence territoriale de la reconstruction en Polynésie.

### Vie privée et familiale
Le 12 février 1972, Édouard Fritch épouse Joan Flosse, fille de Gaston Flosse, alors maire de Pirae et chef de la famille politique gaulliste en Polynésie française. De cette époque naît sa proximité avec Gaston Flosse, qui va devenir ensuite son mentor en politique, lien qui perdurera après son divorce d'avec Joan Flosse. Le couple a trois enfants : Marc Manuarii Fritch, Pamela Fritch et Joan Fritch.

## Parcours politique

### Ministre, représentant et député

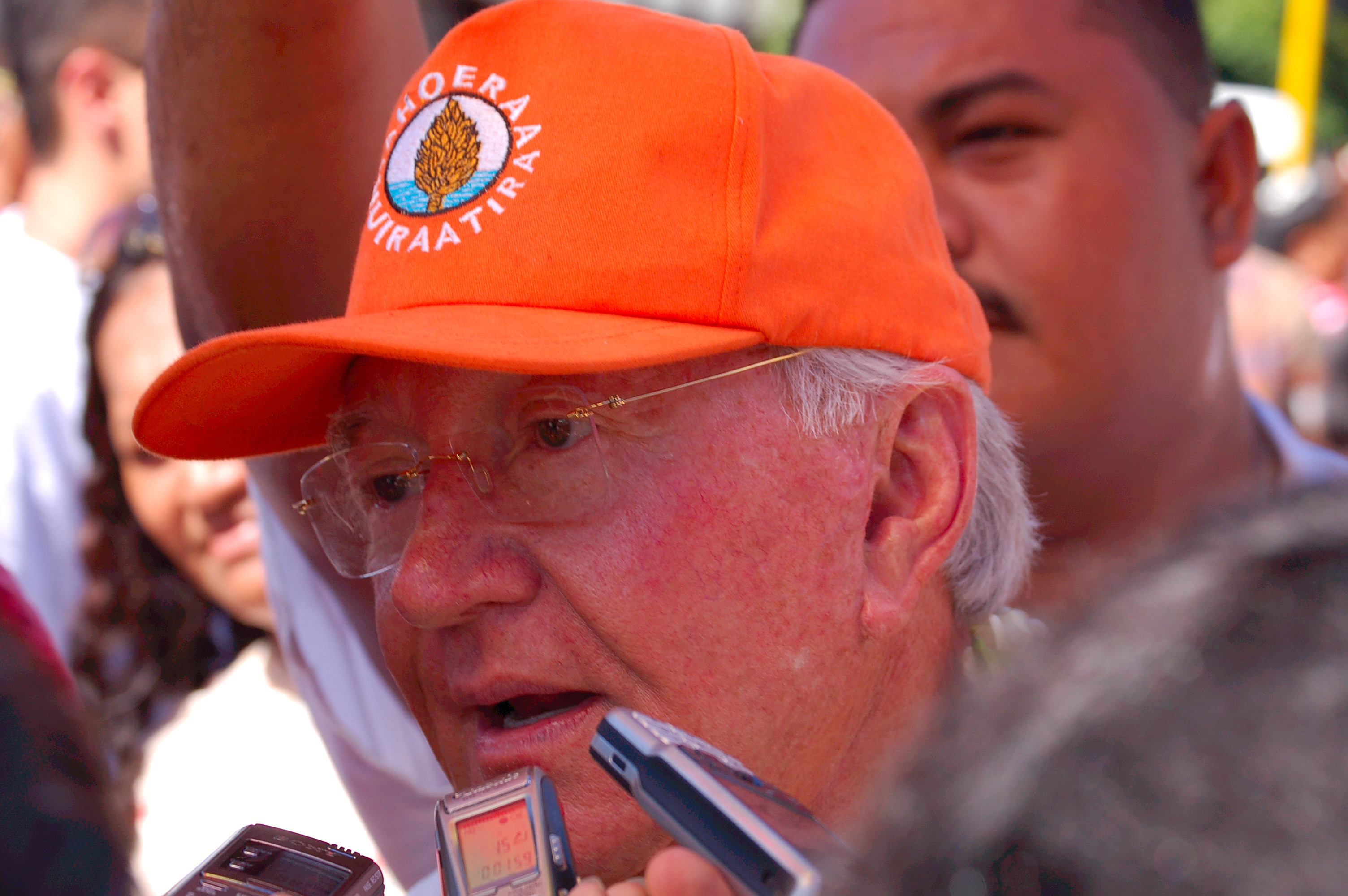
Le gaulliste et autonomiste Gaston Flosse, mentor d'Édouard Fritch.

La carrière politique d'Édouard Fritch commence en 1984, quand il est entre dans le premier gouvernement de Gaston Flosse comme ministre de l'Équipement.
Depuis 1986, il est représentant à l'Assemblée de Polynésie française, constamment réélu depuis (1991, 1996, 2001, 2004, 2008, 2013, 2018, 2023). Dès lors, il ne quitte plus la sphère politique et s'investit dans la vie du Tahoeraa huiraatira, dont il occupe un temps les fonctions de président délégué.
À la suite des élections législatives de 1986 et de la démission de Gaston Flosse, nommé secrétaire d'État au Pacifique sud dans le gouvernement Chirac, il devient député de la Polynésie française à l'Assemblée nationale, siégeant au sein du groupe RPR jusqu'à la dissolution de 1988. Lors des élections législatives de 1988 dans la première circonscription de la Polynésie française, il est battu au second tour par Alexandre Léontieff, étiqueté divers droite comme lui.

### Vice-président du gouvernement

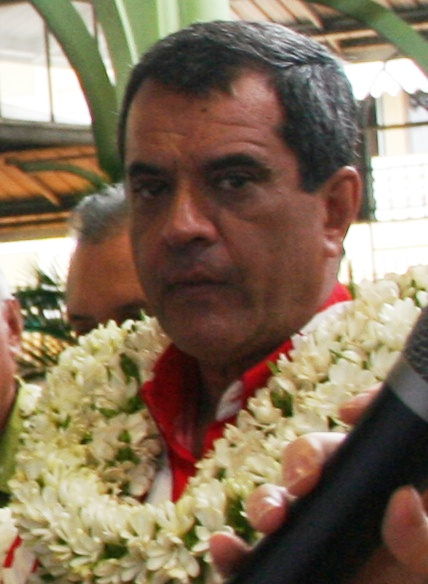
Édouard Fritch en 2010.

Édouard Fritch détient plusieurs portefeuilles ministériels (Mer, Archipels, Télécommunications, Emploi, Communes, etc.) et exerce la fonction de vice-président du gouvernement de 1996 au changement de majorité de 2004.
De novembre 2009 à avril 2011, il est de nouveau vice-président dans le gouvernement de Gaston Tong Sang, tout en occupant les portefeuilles du développement des collectivités et du transfert des compétences, de la coordination des actions relatives à la reconversion des sites militaires, de la communication, des relations avec les institutions, porte-parole du gouvernement. Il réintègre les bancs de l'Assemblée de la Polynésie française en mai 2011 au sein du groupe Tahoeraa Huiraatira.
Édouard Fritch occupe également les fonctions de président de l’Assemblée de la Polynésie française entre le 12 avril 2007 et février 2008, ainsi que du 12 février au 9 avril 2009 et du 16 mai 2013 au 12 septembre 2014, après élections territoriales d'avril et mai qui ont vu le Tahoeraa Huiraatira retrouver une nette majorité absolue à l'Assemblée de la Polynésie française (38 voix sur 57) grâce à une prime au gagnant prévue par une réforme électorale votée en 2011 pour mettre fin à l'instabilité institutionnelle.

### Maire de Pirae

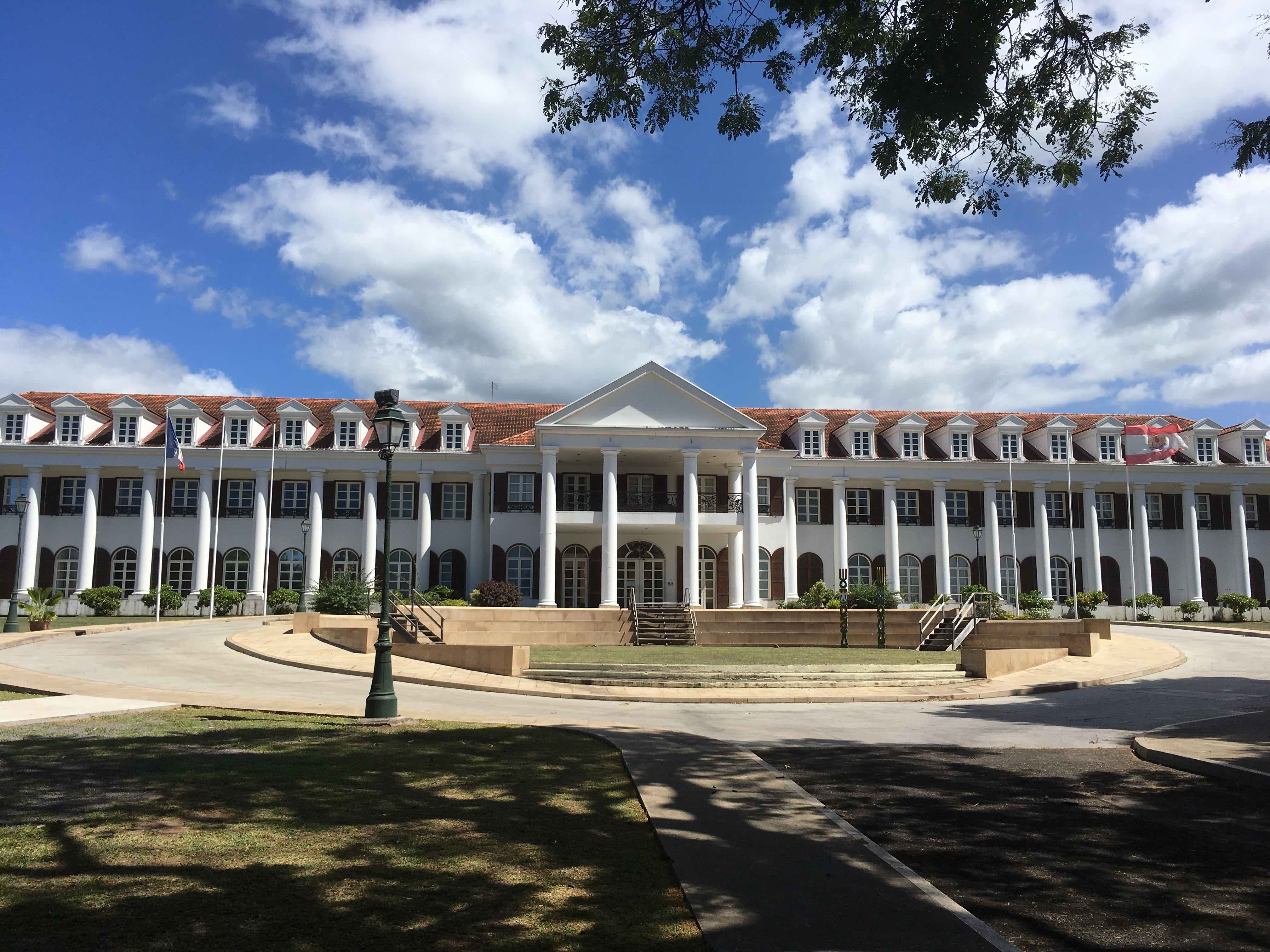
Mairie de Pirae, occupée par Édouard Fritch à partir de 2000.

Édouard Fritch exerce également le mandat de maire de la commune de Pirae entre 2000 et 2008, succédant à Gaston Flosse, démissionnaire pour cause de cumul de mandats, après avoir été son adjoint depuis 1995.
Fritch est battu en 2008 et démissionne du conseil municipal en 2012 pour cause de cumul des mandats, détenant toujours son mandat de représentant à l'Assemblée de la Polynésie.
Il retrouve son mandat de maire de Pirae après avoir gagné les élections municipales de 2014 dès le premier tour, avec 62 % des suffrages. Sa liste l'emporte à nouveau dès le premier tour en 2020, avec 68,5 %.

### Retour à l'Assemblée nationale
Le 17 juin 2012, il est élu député de la première circonscription de Polynésie française avec 63,22 % face à l'indépendantiste de gauche Pierre Frébault. À l'Assemblée nationale, il siège sur les bancs du groupe UDI, présidé par Jean-Louis Borloo. Pour se conformer à la loi sur le non-cumul des mandats, à la suite de son élection à la mairie de Pirae, il démissionne de son mandat de député le 22 avril 2014.

### Président de la Polynésie française

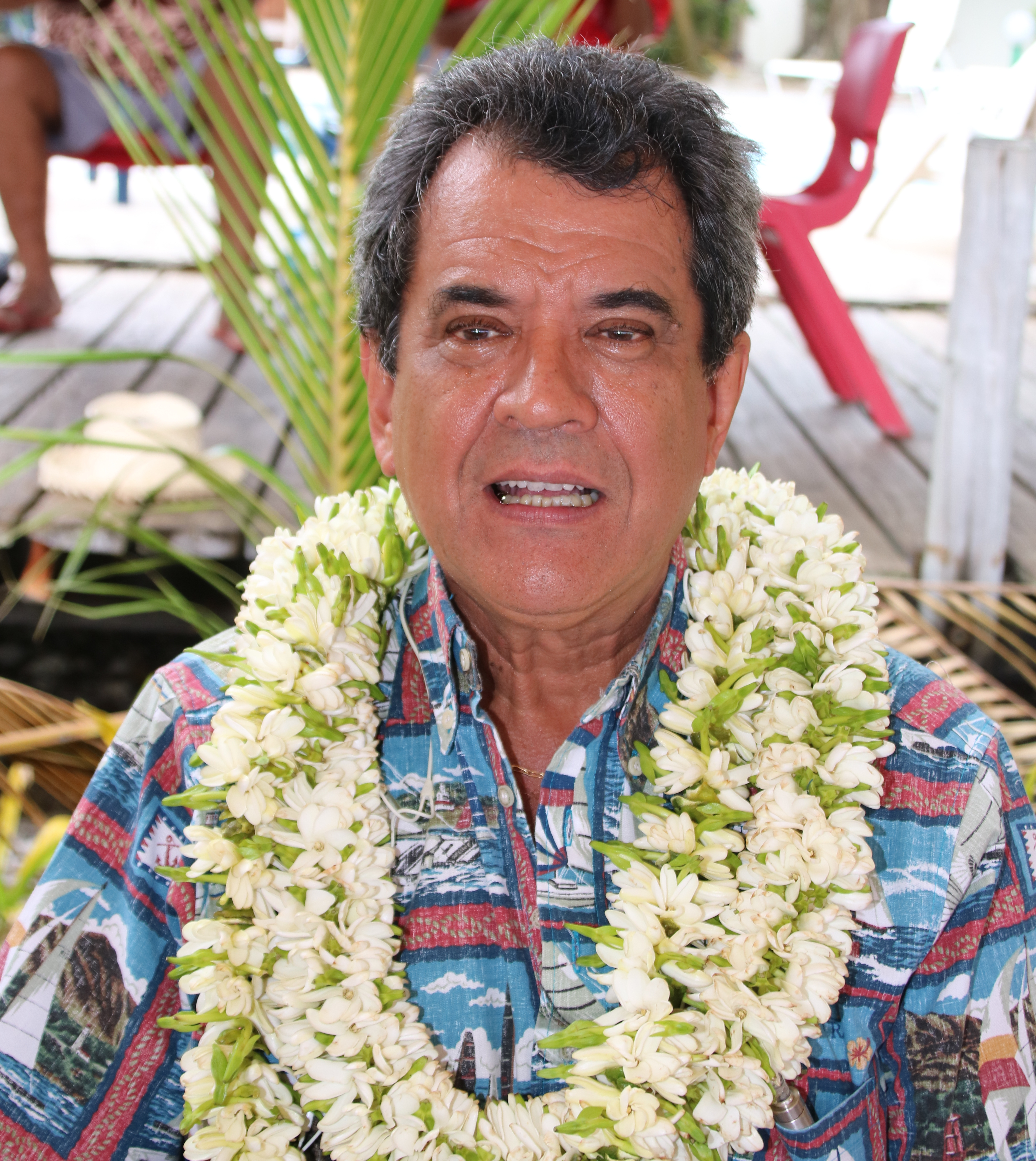
Édouard Fritch en 2017.

Après la démission d'office de Gaston Flosse le 5 septembre 2014, Édouard Fritch est élu, comme Flosse l'avait souhaité, président de la Polynésie française à sa place le 12 septembre, par 46 voix contre 10 face à son adversaire Richard Tuheiava. Considéré comme le « fils spirituel » de Gaston Flosse (déclaration du 11 septembre 2013), il déclare un an après : « Je considère ce qui se passe aujourd’hui comme la continuité de plusieurs années de patience, de fidélité, de loyauté et de travail auprès du président Gaston Flosse et auprès du Tahoera’a Huira’atira », alors que le grand conseil de son parti le porte à l'unanimité à la candidature à la présidence.
Pourtant, une lutte de pouvoir s'installe rapidement entre Gaston Flosse et son ancien gendre et successeur. En jeu alors, le contrôle du parti et celui de la Polynésie. La rupture semble consommée lorsque, à l'occasion de l'élection sénatoriale partielle de mai 2015, Édouard Fritch soutient les candidatures de son vice-président du gouvernement, Nuihau Laurey, et de l'élue de l'Assemblée de Polynésie Lana Tetuanui face aux candidats présentés par Gaston Flosse, les ex-sénateurs Teura Iriti et Vincent Dubois dont le Conseil constitutionnel  a annulé l'élection en février 2015. Ces deux candidats dissidents sont alors exclus du parti Tahoera'a huiraatira, mais sont largement élus dès le premier tour, une élection interprétée alors comme une défaite du président du parti, Gaston Flosse.
Les partisans d'Édouard Fritch fondent un nouveau groupe politique à l'Assemblée de la Polynésie française, le Tapura Huiraatira, constitué de 15 puis 16 membres, qui confirme la mise en minorité du parti précédemment majoritaire, le Tahoera'a huiraatira, qui retombe ainsi à 23 puis 22 élus fidèles à Gaston Flosse. Afin de pouvoir gouverner, Édouard Fritch s'assure le soutien du mouvement A Ti'a Porinetia (8 élus), qui siégeait jusque-là dans l'opposition, en faisant entrer dans son gouvernement son chef de file Teva Rohfritsch le 27 mai 2015. Depuis le début janvier 2016, les groupes Tapura Huiraatira et A Ti'a Porinetia ont fusionné pour former le groupe Rassemblement pour une majorité autonomiste qui dispose de 29 membres sur les 57 élus de l'Assemblée. Le 20 février 2016, lors du congrès fondateur qui se tient à Pirae devant plus de 8 000 personnes, Édouard Fritch est élu président du nouveau parti Tapura Huiraatira.

#### Politique territoriale
Édouard Fritch est le premier président de la Polynésie française à aller officiellement sur Maiao, « l'île interdite », et y rencontre le maire délégué et sa population[réf. nécessaire].

##### Mesures économiques et sociales

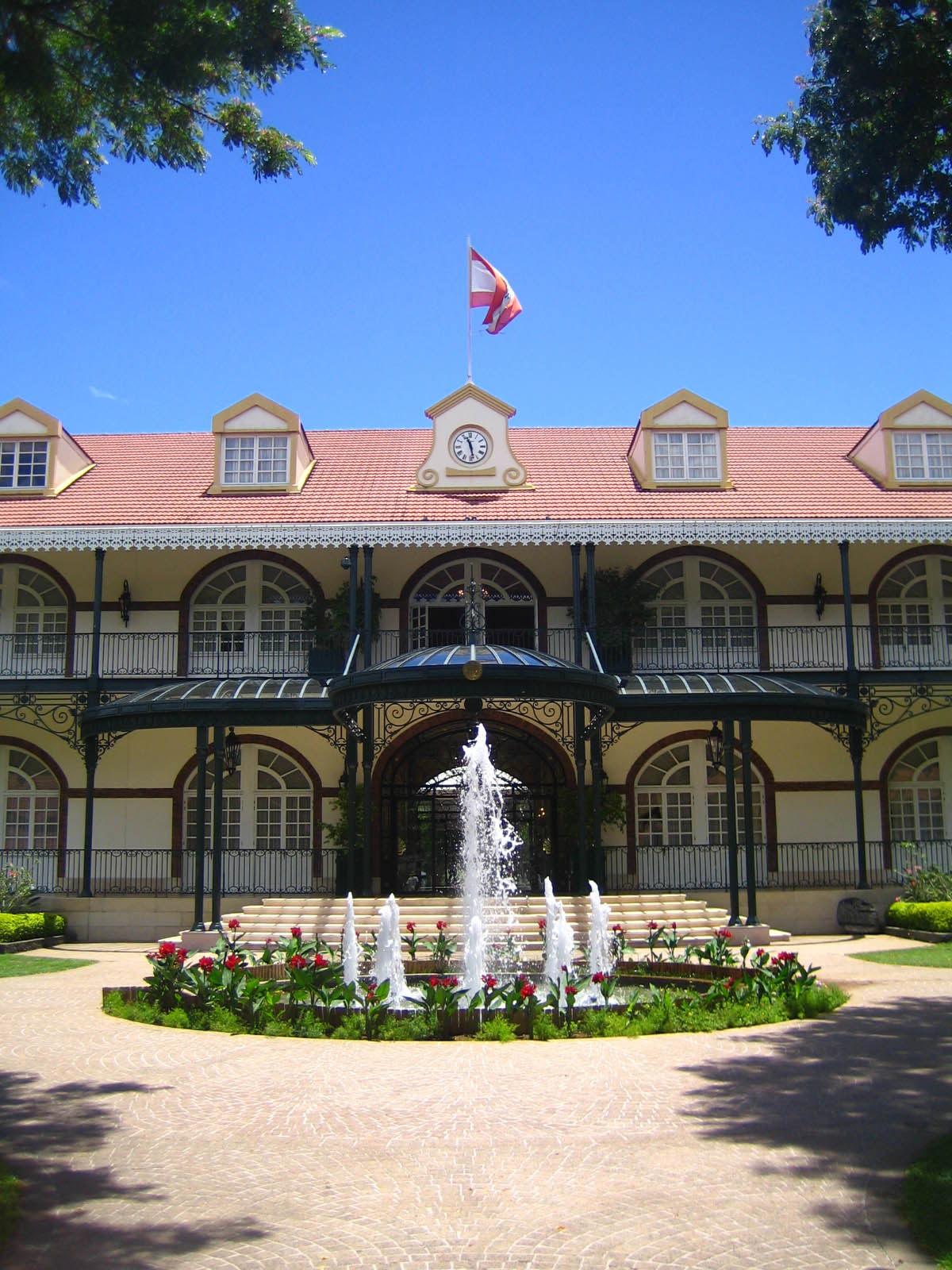
Résidence officielle du président de la Polynésie française.

Afin de régler la crise économique que traverse la Polynésie française, le Gouvernement met en place plusieurs mesures pour relancer la croissance dès [septembre 2014. Édouard Fritch répartit le budget du Pays et débloque des fonds d'aide aux entreprises et aux petits commerces pour les dynamiser. Ainsi, le budget est affecté à plusieurs fonds appelés « comptes d'affectations spéciales », comme le fonds de régulation des prix, le fonds de l'insertion professionnelle, le fonds de développement du tourisme de croisière, etc. Le budget pour les infrastructures routières et publiques, quant à lui, est de 10 milliards de francs Pacifique et 17 milliards de francs sont alloués à la Direction des Transports terrestres pour l'entretien des routes et la sécurité routière en 2015.
Il réorganise également le fonctionnement de l'OPT (Office des postes et télécommunications) pour réduire les dépenses et optimiser sa gouvernance, et signe des conventions de partenariat avec les entreprises pour les soutenir. Le président de la Polynésie tente aussi de relancer la production de vanille, qui est en crise depuis plusieurs années sous forme d'aides au développement. En parallèle, il met en place la construction et la rénovation de logement sociaux en 2015. Ceux-ci passent de 62 logements en 2014 à 225 en 2015, soit une augmentation de 360% pour pallier les difficultés croissantes des habitants à trouver un logement.
Par ailleurs, il modernise l'administration pour relancer l'économie du Pays ainsi que pour faciliter les démarches et satisfaire les contribuables. Cette modernisation se base sur l'efficacité, l'efficience, la qualité et l'accessibilité. De plus, le 12 janvier 2016, lors des vœux du président de la Polynésie française pour la nouvelle année, il met en garde l'administration contre les tentatives de corruption au sein des services. Dans son discours, il emploie des mots durs : “Il me tient à cœur maintenant de vous parler d’un sujet grave auquel il convient de prêter une attention toute particulière : la complaisance coupable, voire la corruption. (...) Qu’il s’agisse de détournement d’argent public, de trafic d’influence, ou de petits arrangements entre copains, des comportements malhonnêtes adviennent, malheureusement, au sein de nos structures. Ils n’ont pas été absents de l’année 2015 (...)".
Lors de la première session budgétaire de la rentrée 2016 à l'Assemblée de la Polynésie, le 15 septembre 2016, Édouard Fritch annonce plusieurs engagements économiques, notamment un nouveau pacte de stabilité visant à maintenir les taxes (TVA et IS) et les impôts au même taux pendant cinq ans.

##### Projets de construction
Parallèlement, le président Édouard Fritch continue l'élaboration du projet Mahana Beach, projet initié par Gaston Flosse en 2013. Ce plan projette la construction d'un grand complexe hôtelier visant à redynamiser le secteur touristique également en crise, ainsi que de créer des emplois. Dans son allocution du 31 décembre 2015 dressant son bilan politique de l'année, Édouard Fritch promet des milliers d'emplois grâce à ce projet. Pour ce faire, le président de la Polynésie signe divers protocoles d'accords avec des investisseurs chinois, notamment Recas Global Limited et China Railway International en décembre 2015. Ce projet coûtera plus de 270 milliards de francs et se terminera en 2022. Dans ce contexte, le secteur touristique est le principal secteur qu'Édouard Fritch souhaite relancer, et met en place une série de restructurations du développement du tourisme à travers la mise en œuvre d'un plan d'action pour les infrastructures nécessaires, les formations, les règlementations, etc. Toutefois, le plan Mahana Beach est suspendu en juillet 2016 car les investisseurs chinois ont abandonné le projet faute de financement, car il est trop ambitieux. Idem pour les investisseurs locaux, qui n'ont pas signé les contrats définitifs. Dès lors, le Pays doit trouver une autre source de financement.
En mai 2015, Édouard Fritch lance la construction de la ferme aquacole de Hao, l'un des principaux projets du Gouvernement afin de redynamiser le domaine de l'aquaculture et l'activité économique de cette île, ancienne base militaire française pendant les essais nucléaires. En partenariat avec des entreprises spécialisées dans le domaine alimentaire, ce projet permettra de créer 500 emplois pour la construction et 700 pour son fonctionnement.
Parmi les projets ambitieux du président de la Polynésie française et du Gouvernement, il y a l'aménagement de la zone biomarine de Faratea, à Tahiti, lancé en 2016. Cette zone de plus de 20 hectares va être réaménagée afin de permettre et relancer la production des activités bio-marines ainsi que la revalorisation du secteur aquacole. Édouard Fritch  souhaite faire participer le secteur privé afin de garantir le bon résultat du projet.

##### Éducation
Dans le domaine de l'éducation, Édouard Fritch débloque des fonds d'aide à la réussite scolaire et restructure l'administration afin d'aligner cette réussite avec celle de la métropole et lutter contre le décrochage scolaire en augmentation. Afin d'améliorer les conditions d'études et ouvrir les perspectives de formation scolaire dans le secondaire dans les archipels de la Polynésie, Edouard Fritch a lancé en 2014 des projets de construction de collèges et lycées, notamment le collège-lycée de Bora Bora, le lycée de Moorea et le lycée de Teva I Uta.
De plus, pour faciliter l'intégration et les conditions d'études des Polynésiens originaires des archipels allant faire leurs études hors de leur île natale, de nombreux internats ont vu le jour, comme celui du lycée Paul Gauguin à Papeete et l'internat de Tiputa, à Rangiroa. Tous ces projets ont été achevés pour la rentrée 2016.

#### Politique conjointe avec l'État

##### Renouer avec l'État
Dès son élection, Édouard Fritch se rend à Paris pour rencontrer François Hollande en octobre 2014, afin de renouer les relations entre la métropole et le Territoire. Les relations étaient au plus bas à la suite de la réinscription de la Polynésie française sur la liste des territoires non autonomes à décoloniser le 17 mai 2013, initié par l'ancien président de la Polynésie Oscar Temaru. Aussi, Édouard Fritch déclare avoir plusieurs projets en lien avec la France et prépare la conférence de la COP 21 qui se déroule à Paris en décembre 2015.
En outre, le président de la Polynésie française fait de nombreux voyages à Paris au cours de son mandat, notamment pour signer des conventions avec l'État et engager la réforme de la Protection sociale généralisée (PSG). L'État français s'engage à financer la sécurité sociale polynésienne pour combler le déficit financier de la Polynésie en matière de protection sociale. Le Premier ministre Manuel Valls s'engage à trouver une solution et signe une convention avec Édouard Fritch le 16 avril 2015, qui voit le retour de l'État dans le financement de la sécurité sociale polynésienne pendant trois ans à hauteur d'une dotation de 12 millions d'euros. Édouard Fritch insiste sur la mise en place de cette réforme pour mettre fin au gouffre financier que traverse la Polynésie française malgré les menaces de grève générale des syndicats. Ces derniers reprochent au gouvernement de ne pas tenir compte de leurs propos et leur opposition sur la hausse obligatoire de la fiscalité et des prélèvements ainsi que sur l'accélération des départs à la retraite dont se base cette réforme.

##### Visite de François Hollande
Le 22 février 2016, Édouard Fritch accueille le président de la République François Hollande en Polynésie française, en visite officielle. La dernière visite d'un président de la République, celle de Jacques Chirac, avait eu lien en juillet 2003, 13 ans auparavant. À la Présidence de la Polynésie française, Édouard Fritch et François Hollande signent des conventions visant à redynamiser le secteur économique polynésien comme le contrat de redynamisation des sites de Défense, qui prévoit que plus de 22 hectares de terrains militaires seront cédéPrésidence de la Polynésie françaises aux communes de la Polynésie française pour installer des infrastructures économiques. François Hollande s'engage également à aider au financement du centre hospitalier de Polynésie française  CHPF et de la Banque Socredo.
En outre, le président de la République reconnaît les impacts environnementaux et sanitaires qu'ont engendrés les essais nucléaires, de 1966 à 1996, et s'engage à faciliter le programme d'indemnisation des victimes. Parallèlement, la Dotation globale d'autonomie est augmentée pour atteindre 100 millions d'euros par an. Édouard Fritch souhaite signer des accords de Papeete avec l'État français pour le développement économique et social de la Polynésie française afin que la population ait la même qualité de vie que la population métropolitaine.

##### Réforme du statut d'autonomie
Le 23 mai 2016, Édouard Fritch rencontre à Paris le ministre de la Justice Jean-Jacques Urvoas pour évoquer un possible toilettage du statut d'autonomie de la Polynésie française, statut créé en 2004. Le président de la Polynésie française souhaite plusieurs modifications et mises à jour du statut pour faciliter la mise en place des lois du Pays et les délais de réponse du Conseil d'État, sans pour autant remettre en cause ce statut.

#### Politique internationale

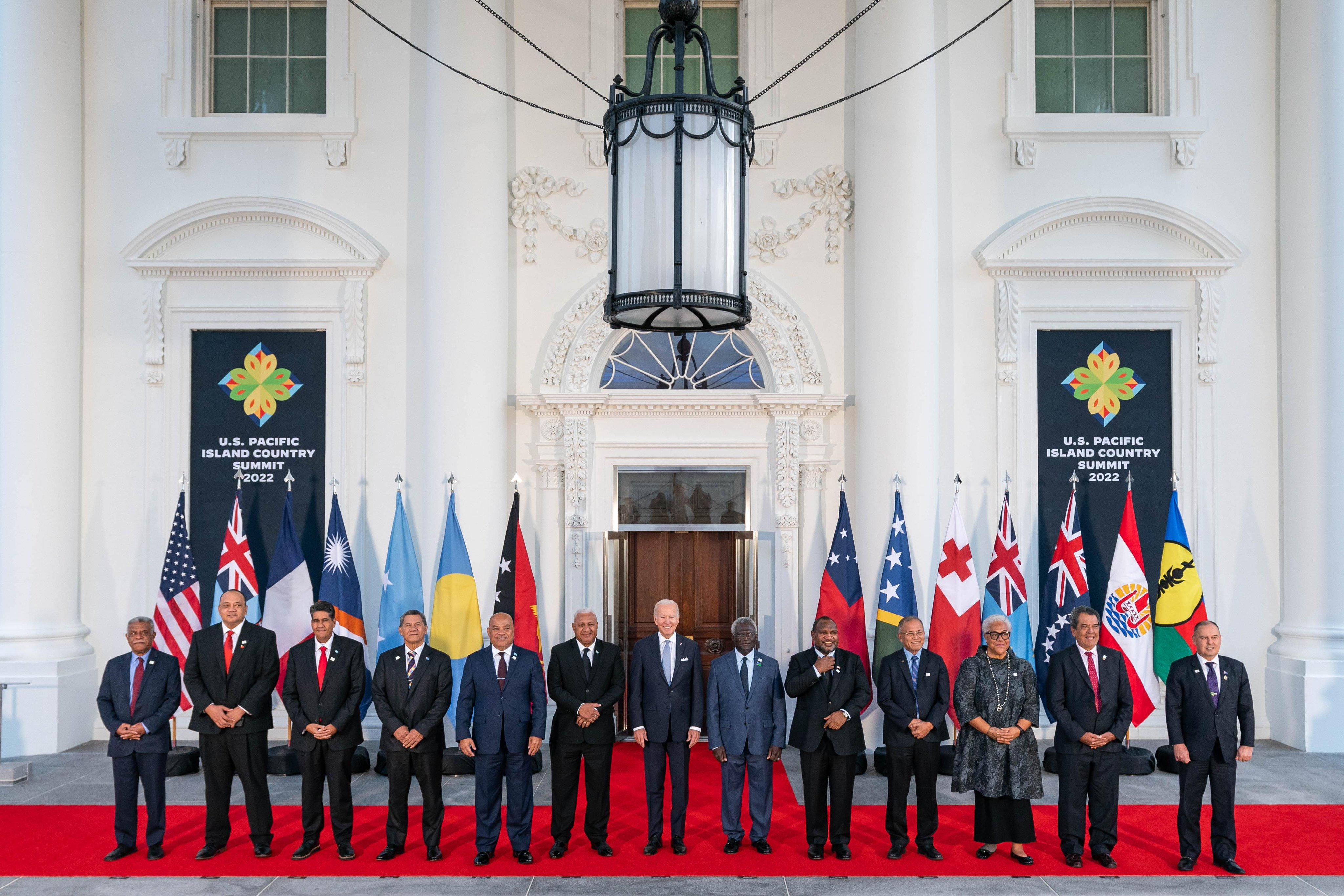
Édouard Fritch (deuxième en partant de la droite) à la Maison-Blanche (Washington, D.C.) en 2022.

##### Engagement environnemental et culturel
Édouard Fritch est très impliqué dans la sauvegarde de l'environnement et intervient dans de nombreuses conférences inter-étatiques dans ce domaine. Le 2 décembre 2015, Édouard Fritch se rend au Bourget dans le cadre de la Conférence de Paris sur le climat et prononce un discours sur la menace accrue de la montée des eaux en Polynésie française. Il évoque notamment la baisse de la surface territoriale du Pays dû à cette montée des eaux, et invite les pays participant à s'engager à freiner le réchauffement climatique. Il affirme également que la Polynésie ne se montre pas qu'en victime, et qu'elle dépend néanmoins des énergies fossiles.
En janvier 2016, Édouard Fritch, avec le concours du haut-commissaire et du ministre de la Culture, dépose au Comité national des biens français, à Paris, la candidature à l'inscription à l'UNESCO du marae de Taputapuatea, situé à Raiatea, qui représente un patrimoine polynésien très important. Son entreprise est soutenue par François Hollande lors de sa visite en Polynésie française.

##### Coopération en Asie-Pacifique
Le président de la Polynésie souhaite se rapprocher des pays d'Asie, notamment la Chine et la Russie. Lors de son voyage à Paris en mai 2016, il rencontre l'ambassadeur russe en France, Alexandre Orlov, et évoque un désir de rapprochement entre les deux pays pour une coopération économique et une facilité d'obtention de visas. L'ambassadeur propose également à Édouard Fritch de se rendre à Moscou dans un futur proche. Aussi, dans ce contexte de rapprochement avec les pays d'Asie, Édouard Fritch est reçu à Pékin par le vice-président chinois, Li Yuanchao, pour établir des partenariats économiques entre les deux pays. Y est évoqué le financement des complexes hôteliers en projet en Polynésie ainsi que celui de la ferme aquacole de Hao et l'établissement possible de lignes aériennes entre la Chine et la Polynésie française.
Dans le cadre de son engagement environnemental, il se rend à Hawaï pour assister à la 10e Conférence des dirigeants des îles du Pacifique le 28 août 2016. Il y prononce un discours évoquant la menace du réchauffement climatique sur la Polynésie française et la protection des ressources marines, comme lors de son allocution de la COP 21 à Paris. Édouard Fritch rencontre également sur place le gouverneur de l'État de Hawaï, David Ige, afin d'évoquer les liens culturels qu'unissent les îles Hawaï et la Polynésie. Parallèlement, Édouard Fritch est le premier Président polynésien à rencontrer le Président des États-Unis, Barack Obama, également présent à la dixième Conférence des dirigeants des îles du Pacifique.
En outre, dans l'esprit de coopération économique en Asie-Pacifique, le président Édouard Fritch souhaite l'intégration de la Polynésie française au Forum du Pacifique, organisation internationale de coopération économique entre 16 États d'Océanie. La Polynésie française, à l'instar de la Nouvelle-Calédonie, a le statut de membre associé depuis plus de dix ans. Édouard Fritch se rend à Paris pour rencontrer le ministre des Affaires étrangères Jean-Marc Ayrault en mai 2016 et à Suva, le siège de l'organisation, dans les Fidji en août 2016, pour plaider en faveur d'une intégration à part entière. Le 8 septembre 2016, il se rend à la cérémonie d'ouverture du 47e Forum du Pacifique, à Pohnpei, aux États fédérés de Micronésie et y prononce un discours en anglais demandant l'intégration de la Polynésie française dans ce cercle. À l'issue du 47e Forum, le 10 septembre, les pays membres de l'organisation acceptent l'intégration à part entière des deux collectivités, avec le soutien et la bénédiction de Paris. Décision historique selon Édouard Fritch, qui permet à la Polynésie française de s'intégrer directement dans les politiques économiques et environnementales du Pacifiques.

#### Défaite aux élections de 2023

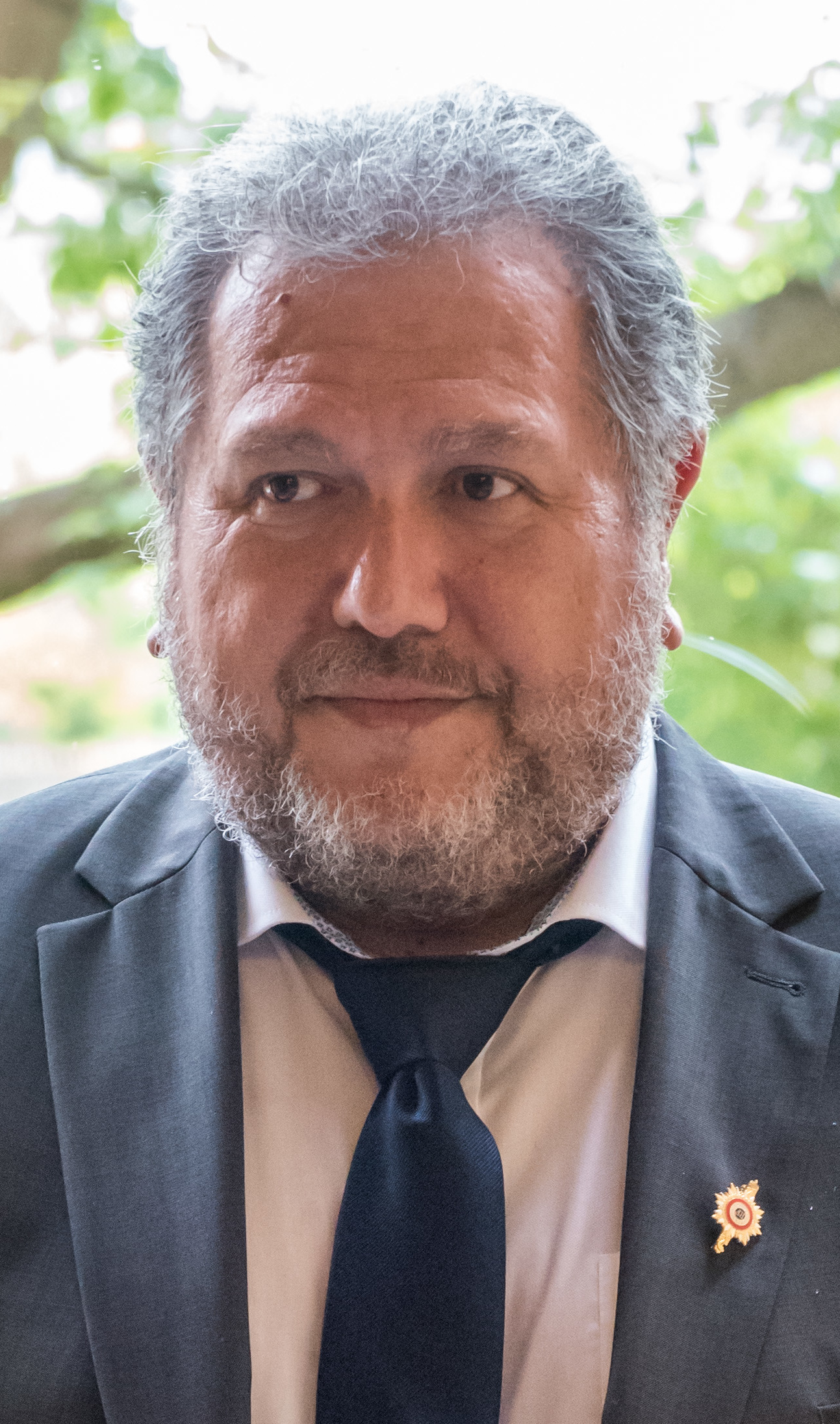
Moetai Brotherson, élu indépendantiste succède à Édouard Fritch à la présidence de la Polynésie française en 2023.

Édouard Fritch mène la liste du parti Tapura huiraatira aux élections territoriales de 2023, après que le Conseil d'État a validé son droit à recourir à un troisième mandat, le premier n'étant pas complet.
Son bilan souffre alors de la forte hausse de l'inflation, favorisée par l'introduction d'une « TVA sociale », et d'inégalités sociales de plus en plus prononcées en Polynésie. Son image est également abîmée par les incohérences de sa gestion de la pandémie de Covid-19, lui-même et certains de ses propos apparaissant lors de fêtes avec plusieurs centaines d'invités le 5 août 2021, puis lors d'un rassemblement quelques semaines plus tard, alors qu'il avait fait interdire ces regroupements pour enrayer la pandémie. Il reçoit cependant le soutien de 42 maires sur les 48 communes polynésiennes ; or, les électeurs, surtout les plus âgés, suivent traditionnellement les consignes de vote de leur maire. Son parti politique est par ailleurs fort auprès des catégories aisées et des commerçants.
Au premier tour, Tapura huiraatira est devancé par le parti indépendantiste Tavini huiraatira, une première depuis 2004. À la surprise générale, l'entre-deux-tours voit la fusion des listes Tapura huiraatira et Amuitahiraa o te nuna'a Maohi de Gaston Flosse, toutes les deux autonomistes. Mais Tavini huiraatira arrive tout de même en tête du second tour, avec six points d'avance, ce qui place Moetai Brotherson comme favori de l'élection présidentielle.

## Affaires judiciaires

### Affaire Radio Maohi
Édouard Fritch est accusé d'avoir subventionné en 2007 la Radio Maohi à des fins politiques alors qu'il était maire de Pirae. La justice a estimé illégale une subvention municipale exceptionnelle de quinze millions cfp allouée à la radio par celui-ci.
Jugé pour prise illégale d'intérêts, il est condamné le 24 mai 2016 par le tribunal correctionnel de Papeete à une amende de deux millions de Fcfp, soit 16 746 euros. Il décide de ne pas faire appel.

### Affaire de la citerne d'Erima
Dans cette affaire, c'est Gaston Flosse qui est accusé d'avoir fait supporter durant près de vingt ans aux administrés de sa commune Pirae, dont il est le maire de 1965 à 2000, les frais d'alimentation en eau de son domicile, situé à Arue, une municipalité limitrophe. Édouard Fritch est accusé de ne pas être intervenu dans cette affaire lorsqu’il a pris les rênes de la commune.
Jugé pour détournement de fonds publics, il est condamné le 10 décembre 2020 par la cour d'appel de Papeete à une amende d’un million de Fcfp, soit 8 380 euros. À la suite du rejet de son pourvoi en cassation, sa condamnation est confirmée le 12 janvier 2022.

## Distinctions
- Grand-croix de l'ordre de Tahiti Nui en qualité de président de la Polynésie française (2015).
- Plaque commémorative de l’Arbre de la paix (the Tree of Peace Memorial Plaque), la plus haute distinction par l’ONG slovaque Servare et Manere[53],[54].